# Ivan Osiier
Ivan Joseph Martin Osiier (Copenhague, 16 de diciembre de 1888-Copenhague, 23 de septiembre de 1965) fue un deportista danés que compitió en esgrima, especialista en la modalidad de espada. Participó en siete Juegos Olímpicos de Verano entre los años 1908 y 1948, obteniendo una medalla de plata en Estocolmo 1912 en la prueba individual.

## Palmarés internacional
| Juegos Olímpicos | Juegos Olímpicos   | Juegos Olímpicos | Juegos Olímpicos  |
| Año              | Lugar              | Medalla          | Prueba            |
| ---------------- | ------------------ | ---------------- | ----------------- |
| 1912             | Estocolmo (Suecia) | Medalla de plata | Espada individual |